# Klaus Löwitsch
Klaus Löwitsch (Berlijn, 8 april 1936 - München, 3 december 2002) was een Duitse acteur.

## Jeugd en opleiding
Klaus Löwitsch was de zoon van een Oostenrijkse ingenieur en een Berlijnse balletdanseres, die in 1946 naar Wenen verhuisden, waar hij opgroeide en een klassieke dansopleiding genoot bij de Weense Akademie für Musik und darstellende Kunst. Bovendien studeerde hij toneel aan het Max Reinhardt-seminarie.

## Carrière

### Als acteur
Zijn carrière begon bij de Wiener Volksoper met de musical Kiss me, Kate. Vanaf 1961 speelde hij hoofdrollen bij diverse theaters in alle Duitstalige landen. Vanaf 1958 was hij te zien in speelfilms, onder meer in Der Pauker en vanaf medio jaren 1960 meermaals op de televisie. In de 13-delige serie Üb' immer Treu nach Möglichkeit speelde hij naast Monika Berg voor het eerst een elegante crimineel, die ook in andere film- en tv-producties kundig door hem werden vertolkt.
Van bijzondere betekenis was zijn samenwerking met Rainer Werner Fassbinder tijdens de jaren 1970 in het drama Die Ehe der Maria Braun, waarin hij de rol speelde van Hermann Braun. Hij trad op in meer dan 300 film- en televisierollen, bijvoorbeeld in Fassbinders tweedelige sciencefictiontelevisiefilm Welt am Draht. Dankzij Fassbinders films kwam Löwitsch ook onder de aandacht van internationale filmproducenten. Dus speelde hij naast Jon Voight in de politieke thriller The Odessa File en in de oorlogsfilm Cross of Iron naast James Coburn en in het vervolg Breakthrough met Richard Burton. In de actiefilm Firefox van en met Clint Eastwood speelde hij een Russische generaal.
Meerdere optredens in krimiseries, waaronder Tatort, Derrick en Der Alte en door zijn rollen als privédetective in de ARD-series Detectivburo Roth en Hafendetectiv verhoogden in de jaren 1980 zijn populariteit. In de rol van Peter Strohm ging hij door als de Duitse James Bond. Onder zijn regie kwam de serie op 63 afleveringen.

### Als zanger
Als zanger publiceerde Löwitsch in 1976 na zijn eerste single So wie ein Magnet (1967, B-kant Boopsie) de plaat Wir leben und wir lieben – Klaus Löwitsch singt Liebeslieder met liefdesliedjes, met teksten van Hermann Hesse, Federico Garcia Lorca, William Shakespeare en anderen. Het daaropvolgende album Narrenprozession (1978) met composities van gedichten van Michael Endes werd op verzoek van de auteur niet voor de handel vrijgegeven.

### Als hoorspelspreker
Als radio-hoorspelspreker sprak Löwitsch de rol van de Zaphoide Beeblebrox in de eerste afleveringen van Per Anhalter durch die Galaxis. Eerder had hij reeds als spreker meegewerkt aan sprookjesplaten voor kinderen, onder andere als Negenoog in een hoorspelbewerking van het kinderboek Der kleine Wassermann van Otfried Preußler.

### Als stemacteur
Als stemacteur leende hij zijn stem aan onder andere Richard Jaeckel (Twilight’s Last Gleaming) en Warren Oates (Stripes). Aan het begin van de jaren 1990 betoonde hij sympathie voor de FPÖ-voorzitter Jörg Haider, later echter ondersteunde hij programmapunten van de PDS.

### Als luisterboekauteur
Zijn laatste werken en zijn nalatenschap waren de drie luisterboeken Offenbarung und Untergang, waarvoor hij de luisterboekprijs kreeg van de universiteit Tübingen, Ich, Kreatur… en  Wittgenstein, een persoonlijk conflict met de zin van het leven, de totstandkoming der mensen en de schoonheid van het bestaan.

## Juridische rechtspraak
In juni 2001 werd hij door het kantongerecht van Berlin-Tiergarten wegens alcoholmisbruik (5,15 promille) veroordeeld tot een geldboete van DM 27.000 ,-, nadat hij in Berlin-Mitte een vrouw had geslagen en seksueel misbruikt. Vanwege zijn beschonken toestand kon hij hiervoor niet gerechtelijk worden vervolgd. Tegen het oordeel ging hij in hoger beroep, maar trok dit in november 2001 weer terug.

## Privéleven en overlijden
Klaus Löwitsch, die was getrouwd met de danseres Helga Heinrich, overleed op 3 december 2002 in de leeftijd van 66 jaar aan de gevolgen van alvleesklierkanker. Hij werd bijgezet op de Münchener Ostfriedhof. De grafrede werd gehouden door zijn collega Dieter Laser.

## Onderscheidingen
- 1970: Deutscher Filmpreis in de categorie Beste hoofdrolspeler voor Mädchen... nur mit Gewalt
- 1998: Adolf-Grimme-Prijs voor Das Urteil (samen met Paul Hengge en Matthias Habich)
- 1998: Bayerischer Fernsehpreis voor Das Urteil

## Filmografie
- 1956: Wo die Lerche singt
- 1956: Der Jäger von Fall
- 1957: Scherben bringen Glück
- 1957: Träume von der Südsee
- 1958: Der Page vom Palast-Hotel
- 1958: Der Pauker
- 1960: …und noch frech dazu!
- 1960: Eine Frau fürs ganze Leben
- 1961: Schlagerparade 1961
- 1961: Das Donauweibchen (tv)
- 1961: Höllenangst (tv)
- 1963: Die wahre Geschichte vom geschändeten und wiederhergestellten Kreuz
- 1963: Die schwarze Kobra
- 1964: Der Hund des Generals (tv)
- 1964: Lydia muss sterben (tv)
- 1964: Machenschaften (tv)
- 1964: Das Kriminalmuseum: Das Kriminalmuseum: Akte Dr. W. (tv-serie)
- 1965: Geld, Geld, Geld – 2 Milliarden gegen die Bank von England (tv)
- 1966: Das Kriminalmuseum: Das Etikett (tv-serie)
- 1966: Der Mann aus Brooklyn (tv)
- 1966: Das Märchen (tv)
- 1966: Der Gute Mensch von Sezuan (tv-spel)
- 1967: Mädchen, Mädchen
- 1967: Heißes Pflaster Köln
- 1967: Dem Täter auf der Spur: 10 Kisten Whisky (tv-serie)
- 1967: Kommissar Brahm: Ein klarer Fall (tv-serie)
- 1967: Polizeifunk ruft: Der Pferdenarr (tv-serie)
- 1968: Tag für Tag (tv)
- 1968: Amerika oder der Verschollene (tv)
- 1968: Bis zum Happy-End
- 1969: Das Paradeisspiel (tv)
- 1970: Mädchen mit Gewalt
- 1970: Der Kommissar: Eine Kugel für den Kommissar (tv-serie)
- 1970: Pioniere in Ingolstadt (Rainer Werner Fassbinder)
- 1971: Das Messer (driedelige tv-serie)

- 1971: Händler der vier Jahreszeiten (Rainer Werner Fassbinder)
- 1972: Dem Täter auf der Spur: In Schönheit sterben (tv-serie)
- 1972: Wildwechsel (Rainer Werner Fassbinder)
- 1972: Acht Stunden sind kein Tag (Rainer Werner Fassbinder) (vijfdelige tv-serie)
- 1972: Sonderdezernat K1: Vorsicht – Schutzengel! (tv-serie)
- 1973: Eine egoistische Liebe (tv)
- 1973: Desaster (tv)
- 1973: Welt am Draht (Rainer Werner Fassbinder) (tweedelige tv-serie)
- 1973: Die blutigen Geier von Alaska
- 1973: Libero (dokumentaire film)
- 1973: Schloß Hubertus
- 1973: Nora Helmer (Rainer Werner Fassbinder) (tv)
- 1974: Der Kommissar: Jähes Ende einer interessanten Beziehung (tv-serie)
- 1974: Der Jäger von Fall
- 1974: The Odessa File (Ronald Neame)
- 1974: Zwei himmlische Dickschädel
- 1974: Tatort – 3:0 für Veigl
- 1975: Der Kommissar: Fährt der Zug nach Italien? (tv-serie)
- 1975: Die Wahl (tv)
- 1975: Der aufsehenerregende Fall des Studienrats Adam Juracek
- 1975: Fluchtversuch
- 1975: Rosebud (Otto Preminger)
- 1975: Derrick: Hoffmanns Höllenfahrt (tv-serie)
- 1976: Schatten der Engel (Daniel Schmid)
- 1976: Eurogang – Urlaub für Harry Krausch (tv-serie)
- 1976: Die Brüder
- 1977: Cross of Iron (Sam Peckinpah)
- 1977: Despair – Eine Reise ins Licht (Rainer Werner Fassbinder)
- 1977: Schreiben Sie Ihrem Bundestagsabgeordneten (tv)
- 1978: Auf den Hund gekommen (tv)
- 1978: Die Ehe der Maria Braun (Rainer Werner Fassbinder)
- 1979: Breakthrough (Andrew V. McLaglen)
- 1979: Tatort – Die Kugel im Leib
- 1979: Der Alte: Nach Kanada (tv-serie)
- 1979: St. Pauli-Landungsbrücken – Rio (tv-serie)

- 1979: Höllische Insel (Teufelsinsel)
- 1980: Exil (7-delige tv-serie)
- 1980: Desideria
- 1980: Der Alte: Sportpalastwalzer (tv-serie)
- 1981: Sonderdezernat K1: Die Rache eines V-Mannes (tv-serie)
- 1982: Night Crossing (Delbert Mann)
- 1982: Tatort: So ein Tag …
- 1982: Firefox (Clint Eastwood)
- 1983: Detektivbüro Roth (tv-serie)
- 1983: Die Krimistunde: aflevering: Knopfdruck für einen Chinesen (tv-serie)
- 1983: Tatort – Der Schläfer
- 1983: Die goldenen Schuhe (5-delige tv-serie)
- 1984: Eine Art von Zorn (tv)
- 1984: Kaminsky
- 1985: Tatort – Acht, neun – aus
- 1985: Hart an der Grenze (tv)
- 1985: Gotcha
- 1986: Der Alte: Sein erster Fall (tv-serie)
- 1986: Derrick: Ein eiskalter Hund (tv-serie)
- 1986: Der Schatz im All (tv-serie)
- 1987–1991: Hafendetektiv (tv-serie)
- 1989: Exil
- 1988–1996: Peter Strohm (tv-serie)
- 1991–1992: ZORC – der Mann ohne Grenzen (tv-serie)
- 1992: La Piovra
- 1997: Napoleon Fritz (tv)
- 1997: Das Urteil (tv)
- 1999: Ein Mann wie eine Waffe (tv)
- 1999: Die Straßen von Berlin – Das rote Pulver (tv)
- 2000: Die Bergwacht – Duell am Abgrund (tv)
- 2001: Mayday! Überfall auf hoher See (tv)
- 2001: Was tun, wenn’s brennt?
- 2001: Feindliche Übernahme – althan.com
- 2002: Extreme Ops